# Angeline Moncayo
Angelly Vanessa Moncayo po znata i kao Angeline Moncayo (Cali, Kolumbija, 4. studenoga, 1979.) kolumbijska je glumica. Napoznatija je po ulozi Karine Larson u TV seriji Ružna Betty.

## Filmografija
| Godina        | Naslov                            | Uloga                  | Vrsta               |
| ------------- | --------------------------------- | ---------------------- | ------------------- |
| 2009.         | Anđeo i vrag                      | Marina                 | telenovela          |
| 2008.         | La dama de Troya                  | Melinda Contreras      | televizijska serija |
| 2004.         | La isla de los famosos - Colombia | Angeline Moncayo       | dokumentarni film   |
| 2003.         | Retratos                          | Alejandra              | televizijska serija |
| 2002.         | Noticias calientes                | Tatiana 'Tati' Munevar | televizijska serija |
| 2002.         | Siete veces Amada                 | -                      | televizijska serija |
| 2000.         | A donde va Soledad                | Felicia                | televizijska serija |
| 2000.         | La baby sister                    | Sofia Pelvis           | televizijska serija |
| 1999.         | Ružna Betty                       | Karina Larson          | televizijska serija |
| 1999.         | La banda Francotiradores          | Angeline Moncayo       | televizijska serija |
| 1998. – 2001. | Padres e hijos                    | Violeta                | televizijska serija |
| 1997.         | Pandillas guerra y paz            | Valentina              | televizijska serija |